# Denis Ljubović
Denis Ljubović (Fiume, 20 marzo 1988) è un calciatore croato, difensore dell'Øystese.

## Carriera

### Club
Ljubović ha cominciato la carriera con la maglia del Rijeka, che lo ha ceduto in prestito all'Orijent Rijeka. Tornato in squadra, vi è rimasto fino al 2012. Nel gennaio di quell'anno, infatti, è stato ingaggiato dal Karlovac, club dove ha chiuso la stagione. Sono seguite poi le esperienze con le casacche di Istra 1961 e Zadar, al termine delle quali ha firmato per gli sloveni del Domžale.
Ad aprile 2014, si è aggregato ai norvegesi del Fyllingsdalen per sostenere un provino, durante il quale ha giocato anche un'amichevole contro la squadra riserve del Brann. In seguito, ha firmato ufficialmente per il club.
Il 7 marzo 2016 si è accordato con il Lysekloster, altra compagine di 2. divisjon.
Il 19 giugno 2020 è passato all'Øystese.